# Theater in der Josefstadt
 (mars 2023).
Si vous disposez d'ouvrages ou d'articles de référence ou si vous connaissez des sites web de qualité traitant du thème abordé ici, merci de compléter l'article en donnant les références utiles à sa vérifiabilité et en les liant à la section « Notes et références ».
Le Theater in der Josefstadt est le plus ancien théâtre de Vienne, dans l'arrondissement de Josefstadt. Il est géré par une entité privée et financé par des subventions gouvernementales.

## Histoire
Le théâtre est fondé en 1788 et fait partie des théâtres de faubourg avec le Theater auf der Wieden et le théâtre de Leopoldstadt.
L'histoire du théâtre est associée à de grands noms : Ludwig van Beethoven et Richard Wagner ont dirigé ici, Johann Nestroy et Ferdinand Raimund ont écrit des pièces pour cette scène, Johann Strauss a joué dans les salons.
En 1814, Ferdinand Raimund fait ses débuts d'acteur dans le rôle de Franz Moor dans le drame de Friedrich Schiller, Les Brigands.
En 1822, après la destruction et la reconstruction complète du bâtiment par Joseph Kornhäusel, pour son inauguration, Beethoven écrit et dirige Die Weihe des Hauses .
Dans les années 1820 à 1840, on y donne des opéras français et italiens (comme Giacomo Meyerbeer, Gaetano Donizetti, Vincenzo Bellini) en concurrence avec le Theater am Kärntnertor.
Le 13 janvier 1834, Conradin Kreutzer, qui est le chef d'orchestre de 1833 à 1836, y donne la première de son opéra Das Nachtlager von Granada. Le 20 février de la même année, Ferdinand Raimund crée Der Verschwender (avec une musique de Kreutzer) et joue dans le rôle de Valentin. Kreutzer donne en 1835 son opéra Mélusine d'après un livret de Franz Grillparzer. Puis Eduard von Bauernfeld y fait jouer la première de Fortunat.
Le 14 janvier 1847, Ludwig Döhlinger y présente la Lanterne magique, une invention de Simon Stampfer.
Dans les années 1840 à 1860, les danseuses Fanny Elssler et Pepita de Oliva (de) y donnent leurs spectacles.
Le 17 décembre 1907, c'est la première de l'opérette Die Försterchristl de Georg Jarno dont le frère Josef Jarno (de) est directeur de ce théâtre et son épouse Hansi Niese joue le rôle principal.

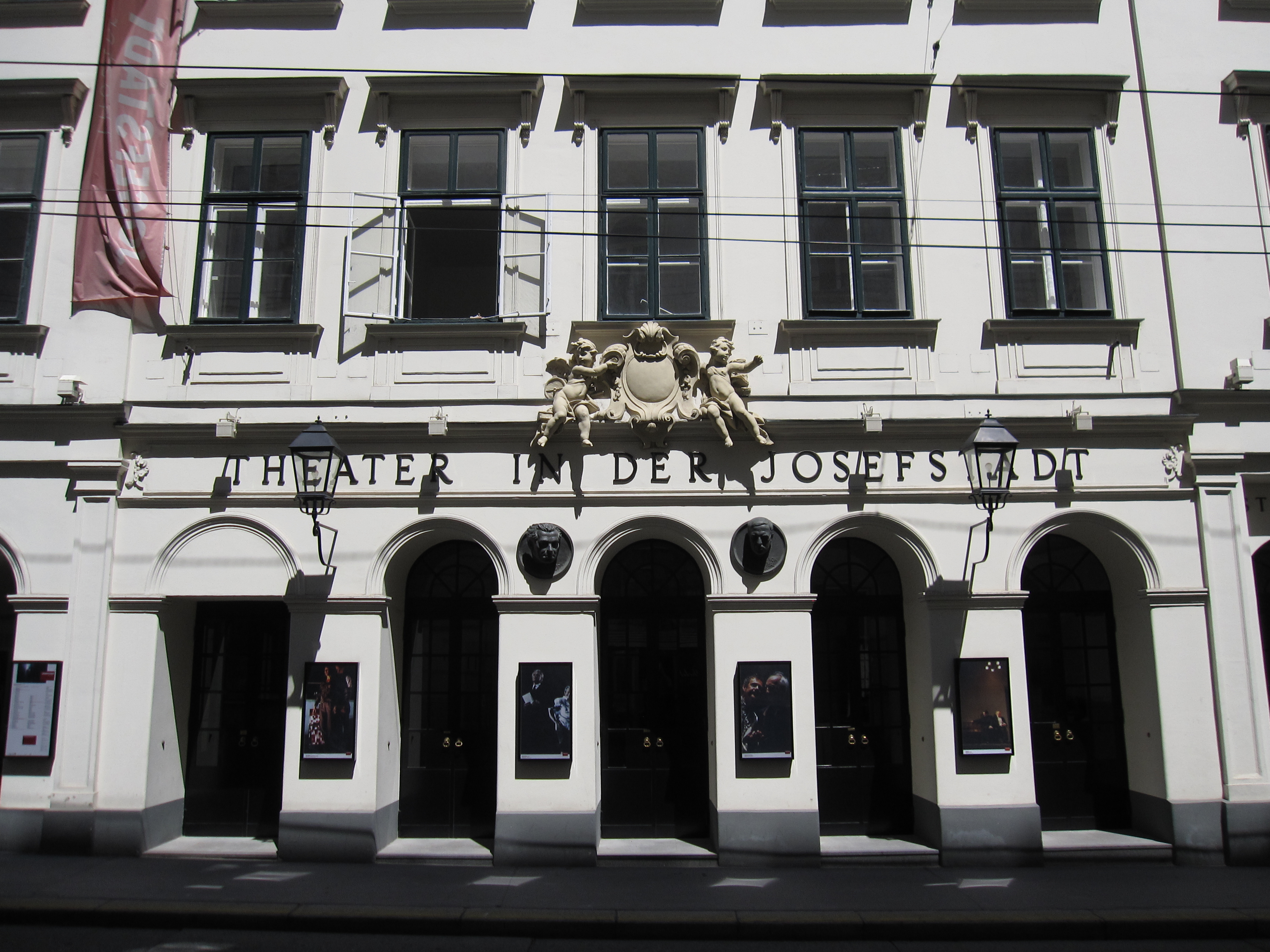
Entrée du théâtre

Liliom de Ferenc Molnár est adapté en allemand le 28 février 1913 avec Josef Jarno dans le rôle-titre et connaîtra ensuite un succès mondial.
En 1923, Camillo Castiglioni finance la rénovation et confie la direction à Max Reinhardt. L'inauguration a lieu le 1er avril 1924. Reinhardt dirige déjà le festival de Salzbourg ainsi que le Deutsches Theater à Berlin et se repose sur Otto Preminger. Avec l'arrivée du nazisme en 1933, Reinhardt reste en Autriche et part en 1937.
Au cours de la Seconde Guerre mondiale, les théâtres de Vienne ferment en août 1944. Les Soviétiques relancent l'activité culturelle en avril 1945 avec l'aide de Viktor Matejka (de) qui rouvre quatre théâtres dont le Josefstadt. Martin Costa (de), qui était banni par les nazis, inaugure avec sa pièce Der Hofrat Geiger.
Le théâtre sert de studio de cinéma pour des pièces filmées. Rudolf Steinboeck (de) y tourne Das andere Leben en 1948 et Liebe Freundin en 1949 avec tous les acteurs de Vienne comme Vilma Degischer.
Dans les années 1950 et 1960, le Theater in der Josefstadt participe au boycott à Vienne des œuvres de Bertolt Brecht.

## Directeurs
- 1788–1812 Karl Mayer
- 1812–1818 Joseph Huber
- 1819–1821 Ferdinand Rosenau
- 1821–1822 Karl Mayer
- 1822–1825 Karl Friedrich Hensler
- 1825–1827 Josepha von Scheidlin
- 1827–1828 Carl Carl (de) (Karl von Bernbrunn)
- 1828–1830 Matthäus Fischer
- 1830–1831 Carl Carl
- 1831–1832 Josepha von Scheidlin
- 1832–1834 Johann August Stöger
- 1834–1835 Ignaz Sebastian Scheiner
- 1835–1836 Johann Nepomuk Scheiner
- 1836–1850 Franz Pokorny
- 1850–1854 Georg Johann Wilhelm Megerle
- 1850–1854 Albin Swoboda
- 1855–1865 Johann Hoffmann
- 1865–1867 Johann Fürst (de)
- 1867–1869 Hermann Sallmayer
- 1869–1871 Heinrich Börnstein
- 1871–1877 Johann Fürst
- 1877–1879 Anton Perl
- 1879–1882 Eugen Engelhardt
- 1882–1885 Karl Costa
- 1885–1889 Karl Blasel
- 1889–1894 Theodor Giesrau (de)
- 1894–1899 Ignaz Wild
- 1899–1923 Josef Jarno
- 1924–1926 Max Reinhardt
- 1926–1933 Emil Geyer
- 1933–1935 Otto Preminger
- 1935–1938 Ernst Lothar
- 1938–1945 Heinz Hilpert
- 1945–1953 Rudolf Steinboeck (de)
- 1953–1958 Ernst Haeusserman (de) / Franz Stoß (de)
- 1958–1972 Franz Stoß
- 1972–1977 Franz Stoß / Ernst Haeusserman
- 1977–1984 Ernst Haeusserman
- 1984–1987 Heinrich Kraus (En septembre 1986 Boy Gobert assure une intérim de quelques mois après la mort de Kraus)
- 1988–1997 Otto Schenk / Robert Jungbluth
- 1997–1999 Helmuth Lohner / Robert Jungbluth
- 1999–2003 Helmuth Lohner / Alexander Götz (directeur commercial)
- 2003–2004 Hans Gratzer/ Alexander Götz (directeur commercial)
- 2004–2006 Helmuth Lohner / Alexander Götz (directeur commercial)
- depuis 2006 Herbert Föttinger (de)/ / Alexander Götz (directeur commercial)

## Ensemble

### Actrices
Ruth Brauer-Kvam, Ingrid Burkhard, Sandra Cervik, Marianne Chappuis, Hilde Dalik, Katharina Dorian, Gerti Drassl, Bigi Fischer, Nina Fog, Daniela Golpashin, Alma Hasun, Nicole Heesters, Wilbirg Helml, Gertraud Jesserer, Andrea Jonasson, Antonia Jung, Jennifer Kossina, Maria Köstlinger, Alexandra Krismer, Lotte Ledl, Daniela Lehner, Therese Lohner, Sona MacDonald, Erni Mangold, Louise Martini, Eva Mayer, Silvia Meisterle, Marianne Mendt, Katrin Mersch, Raphaela Möst, Marianne Nentwich, Christine Ostermayer, Dorothea Parton, Jennifer Pöll, Nina Proll, Gabriele Schuchter, Elfriede Schüsseleder, Bettina Schwarz, Tatja Seibt, Anna Franziska Srna, Katharina Strohmayer, Maria Urban, Nina Weiß, Susanna Wiegand

### Acteurs
Michael Abendroth, Bernd Ander, Raphael von Bargen, Stefano Bernardin, Gregor Bloéb, Roman Blumenschein, Rasmus Borkowski, Martin Bretschneider, Michael Dangl, Simon Dietersdorfer, Michael Duregger, Herbert Föttinger, Christian Futterknecht, Markus Gertken, Ljubiša Lupo, Grujčić Gaines Hall, Martin Hemmer, Oliver Huether, Oliver Liebl, Helmuth Lohner, Peter Moucka, Thomas Mraz, Torsten Münchow, Ramesh Nair, Martin Niedermair, Joachim Nimtz, Michael Ostrowski, Christian Petru, André Pohl, Alexander Pschill, Heribert Sasse, Otto Schenk, Erich Schleyer, Peter Scholz, Rafael Schuchter, Friedrich Schwardtmann, Dietrich Siegl, Markus Simader, Gideon Singer, Toni Slama, Kurt Sobotka, Matthias Franz Stein, Erwin Steinhauer, Alexander Strobele, Florian Teichtmeister, Alexander Waechter, Ronnie Veró Wagner, Siegfried Walther, Thomas Weinhappel, Thomas Weissengruber, Martin Zauner

### Membres d'honneur
Lotte Lang (1985), Hans Jaray (1985), Vilma Degischer (1986), Erik Frey (1988), Hans Holt (1988), Rudolf Steinboeck (1988), Guido Wieland (1988), Grete Zimmer (1988), Franz Stoss (1989), Kurt Heintel (1993), Susanne Almassy (1994), Elfriede Ott (1995), Gideon Singer (1996), Fritz Muliar (1996), Wolfgang Müller-Karbach (1997), Ossy Kolmann (1998), Kurt Sobotka (2000), Otto Schenk (2000), Helmuth Lohner (2003), Heinrich Kraus (2003), Marianne Nentwich (2004), Rolf Langenfass (2004), Ernst Haeusserman (2006 posthume)

### Célébrités du Josefstadt
Axel von Ambesser, Maria Andergast, Albert Bassermann, Ludwig van Beethoven, Hedwig Bleibtreu, Alfred Böhm, Maxi Böhm, Heinz Conrads, Lili Darvas, Vilma Degischer, Ernst Deutsch, Marlene Dietrich, Anton Edthofer, August Everding (de), O. W. Fischer, Rudolf Forster, Erik Frey, Egon Friedell, Adrienne Gessner, Hans Gratzer, Alexander Grill, Ernst Haeusserman, Marte Harell, Paul Hartmann, Kurt Heintel, Michael Heltau, Heinz Hilpert, Paul Hoffmann, Hans Holt, Attila Hörbiger, Paul Hörbiger, Fritz Imhoff, Hans Jaray, Josef Jarno, Curd Jürgens, Fritz Kortner, Hilde Krahl, Nicolin Kunz, Lotte Lang, Wolfgang Liebeneiner, Hans Lietzau, Leopold Lindtberg, Ernst Lothar, Siegfried Lowitz, Gustav Manker, Eleonora von Mendelssohn, Alexander Moissi, Hans Moser, Fritz Muliar, Lothar Müthel, Johann Nestroy, Hansi Niese, Max Pallenberg, Karl Paryla, Rudolf Prack, Otto Preminger, Helmut Qualtinger, Ferdinand Raimund, Max Reinhardt, Leo Reuss, Walther Reyer, Gerhard Riedmann, Richard Romanowsky, Annie Rosar, Leopold Rudolf, Sieghardt Rupp, Léon de Saint-Lubin, Aglaja Schmid, Karl Schönböck, Oskar Sima, Sabine Sinjen, Albin Skoda, Kurt Sowinetz, Rudolf Steinboeck, Franz Stoß, Franz von Suppé, Hans Thimig, Helene Thimig, Hermann Thimig, Hugo Thimig, Jane Tilden, Peter Vogel, Gustav Waldau, Ernst Waldbrunn, Oskar Werner, Paula Wessely, Guido Wieland, Grete Zimmer

## Source, notes et références
- (de) Cet article est partiellement ou en totalité issu de l’article de Wikipédia en allemand intitulé « Theater in der Josefstadt » (voir la liste des auteurs).